# UMKニュース6:45
『UMKニュース6:45』（ユーエムケーニュースろくよんご）は、1975年3月31日から同年9月30日まで半年間、テレビ宮崎で18時台後半に生放送されていた宮崎県内向けのローカルニュース番組である。

## 番組概要
- テレビ宮崎は1970年3月2日のサービス放送開始（正式開局は同年4月1日）から1975年3月29日まで、同局の大株主かつ包括的報道協定を結ぶ宮崎日日新聞が全面製作した『UMKローカルニュース』を連日夕方に放送していた。

- これを発展させて「宮日・UMK共同制作」という体裁ながら、実質UMKのアナウンサー・記者などのスタッフに制作を移管した形の県内ローカルニュースが本番組である。

## わずか半年で終了
- しかし、秋改編に伴い夕方ニュース番組枠は本番組を持って終了。

- その後は10分番組の『UMKニュース』となり、同年10月1日から1979年9月28日までの同番組を通じて宮崎県内のローカルニュースを伝えていた。

## 放送時間
- 月曜日 - 土曜日 18:45 - 19:00（1975年3月31日 - 1975年9月30日）